# Vatsa
Vatsa (noto anche come Vamsa, Batsa, o Bansa) fu uno dei solasa (sedici) Mahajanapada (grandi regni), dell'Uttarapatha dell'antica India riportati nel Anguttara Nikaya. 
Geograficamente Vatsa si trovava vicino alla confluenza dei fiumi Gange e Yamuna. La sua capitale fu Kauśāmbī  (oggi Kosam, posta a sud-ovest di Allahabad).